# کنتارو تاکادا
کنتارو تاکادا (انگلیسی: Kentaro Takada؛ زادهٔ ۱۳ آوریل ۱۹۸۳) بازیکن فوتبال اهل ژاپن است.